# Автомагістраль М60 (Велика Британія)
Автомагістраль M60, Манчестерська кільцева автострада або Манчестерська зовнішня кільцева дорога — кільцева автомагістраль на північному заході Англії. Побудована протягом 40 років, вона проходить через більшість столичних районів Великого Манчестера, за винятком Вігана та Болтона. Більшу частину Манчестера охоплює автомагістраль, за винятком найпівденнішої частини міста (Уітеншоу та аеропорту Манчестера), яка обслуговується M56.
M60 становить 58.1 км і була перейменована на M60 у 1998 році, причому частини M62, M66 і всі M63 були об'єднані в новий маршрут, а коло було завершено в 2000 році. Дорога є частиною євромаршрутів без знаків E20 і E22 від перехресть 12 до 18.
У 2008 році М60 було запропоновано як кордон для стягнення плати за затори у Великому Манчестері, хоча це було відхилено на референдумі щодо Фонду транспортних інновацій Великого Манчестера.

## Історія
M60 було розроблено шляхом з'єднання та консолідації існуючих ділянок автостради M63, M62 та розширеної M66. Вона виникла як M60 у 1998 році, після чого було завершено будівництво східної сторони (розв’язки 19–23), яка відкрилася у жовтні 2000 року.
Початковий план передбачав будівництво абсолютно нової автомагістралі, але зміна політики призвела до плану, який створив нинішню автомагістраль. Відразу після відкриття автомагістраль на значних ділянках наблизилася до проектного максимального обсягу.
Це орбітальна автомагістраль, і в 2004 році північна ділянка M60 була найбільш завантаженою ділянкою дороги у Великій Британії: у середньому 181 000 автомобілів на день використовували ділянку між розв’язками 16 і 17. Зазвичай західна сторона автомагістралі М25 має таку відмінність, але показники М25 на той час були нижчими, ніж зазвичай, через початок дорожніх робіт.
У 2006 році ділянку між розв’язками 5 і 6 було розширено з трьох до чотирьох смуг у кожну сторону, а ділянку між розв’язками 6 і 8 було розширено з двох до трьох смуг у кожну сторону з додатковою двосмуговою колекторно-розподільною дорогою на обабіч головної проїзної частини. Під'їзд до розв'язок 6-8 здійснюється лише з колекторно-розподільчої дороги. Деякі з перехресть були суттєво реконструйовані. У рамках проекту автомагістраль A6144(M), яка з'єднувалася з M60 на розв'язці 8, була понижена і втратила статус автомагістралі.
12 грудня 2008 року на референдумі було відхилено плату за затори у Великому Манчестері, яка стосувалась би водіїв лише під час пікових навантажень, які рухалися з M60 у напрямку Манчестера.
Роботи з оновлення двох ділянок M60 до керованої системи автомагістралей було заплановано розпочати у 2013 році. Це включало б нову смугу від розв'язки 12 до 15 і нову смугу від розв'язки 8 до 12 біля Trafford Center. Обидва ці проекти згодом були скасовані на користь нового проекту, який включає камери контролю швидкості на цій ділянці, але без додаткової смуги чи узбіччя. Причиною відсутності додаткової смуги була названа «екологічна експертиза». У 2014 році було започатковано комбінований підхід, який включає керовану систему автомагістралей і схему збільшення смуги руху. Роботи розпочалися в липні 2014 року, а повний відрізок розумної автомагістралі був повністю запущений 31 липня 2018 року.

## Законодавство

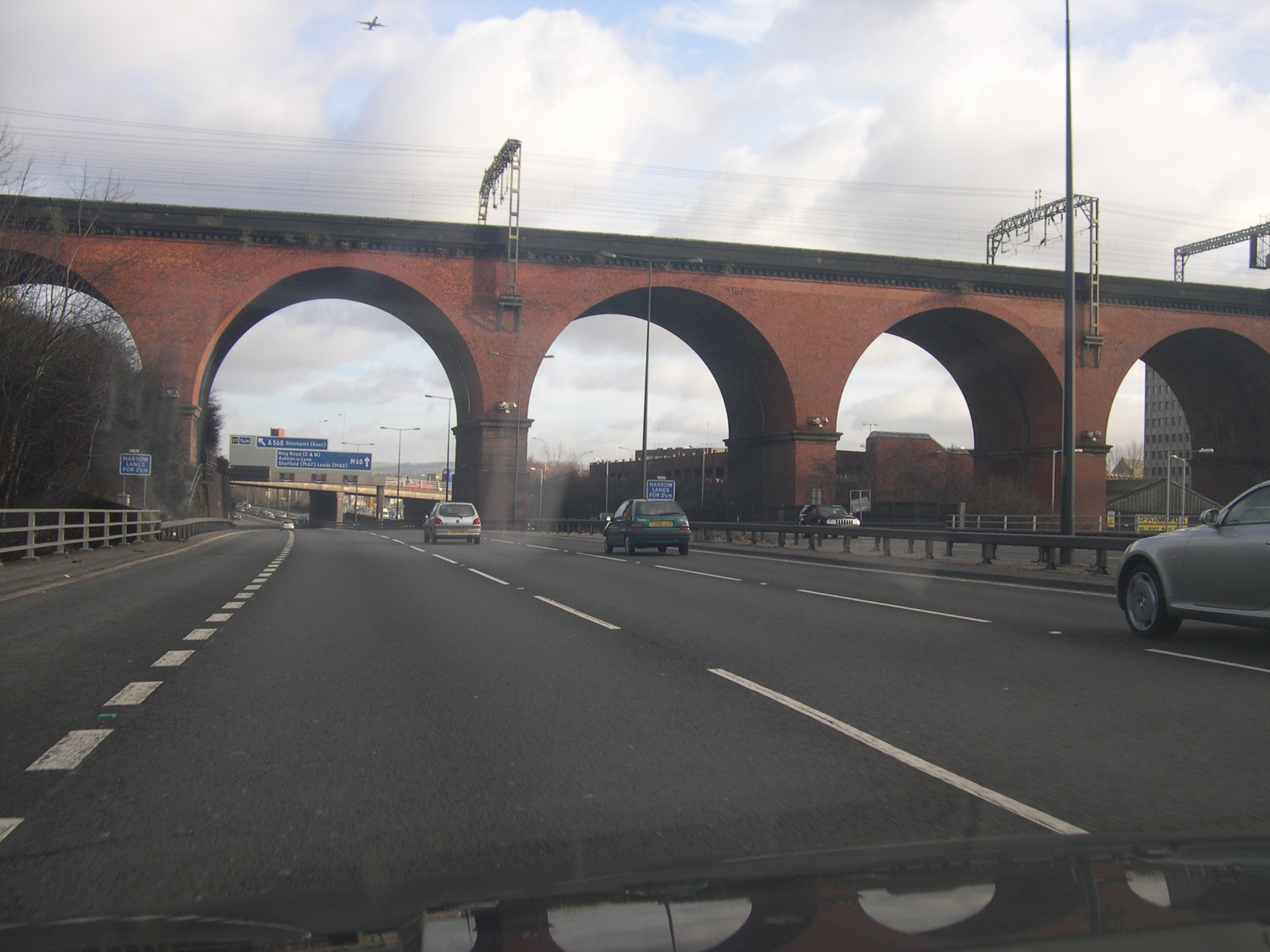
Автомагістраль M60, яка проходить під Стокпортським віадуком

Для кожної автомагістралі в Англії необхідно опублікувати статутний документ, де детально описується маршрут дороги, перш ніж її можна буде побудувати. Дати, вказані в цих нормативних документах, стосуються часу публікації документа, а не часу будівництва дороги. Нижче наведено неповний перелік нормативних документів, що стосуються маршруту M60.
- Законодавчий документ 1988 р. № 1708: Автомагістраль M66 (Кільцева дорога Манчестера, ділянка від Дентон до Міддлтона) і схема сполучних доріг 1988 р. SI 1988/1708
- Законодавчий документ 1988 р. № 1728: Автомагістраль M66 (ділянка від Міддлтона до автомагістралі Ланкашир/Йоркшир (M62)) і схема сполучних доріг 1988 SI 1988/1728
- Законодавчий документ 1993 р. № 363: Автомагістраль M66 (Зовнішня кільцева дорога Манчестера, ділянка від Дентона до Міддлтона) A663 Наказ про універсальну з’єднувальну дорогу Бродвею 1993 SI 1993/363
- Законодавчий документ 1993 р. № 364: Автомагістраль M66 (Зовнішня кільцева дорога Манчестера, ділянка від Дентона до Міддлтона) та схема сполучних доріг 1988 р. Схема поправок 1993 р. SI 1993/364
- Законодавчий документ 1999 р. № 2724: Схема сполучних доріг автостради M60 (покращення між розв’язками 5 і 8) 1999 р . SI 1999/2724
- Законодавчий документ 2002 р. № 2403: Правила автомагістралі M60 (розв’язка 25) (обмеження швидкості) 2002 р. SI 2002/2403

## Інциденти
- 27 травня 2021 року автомобіль, за яким переслідувала поліція Великого Манчестера, навмисно поїхав у неправильному напрямку на автомагістралі, зіткнувшись лоб у лоб з іншим автомобілем. Обидва водії загинули. ДТП ініціювало розслідування Незалежним офісом поведінки поліції[8].

## Подальше читання
- Хайд, М., О'Рурк, А. і Портленд, П. Навколо M60: Манчестерська орбітальна автострада . Altrincham: AMCD Publishers, 2004.